# Živac odmicač oka
Živac odmicač oka (lat. nervus abducens), naziva se i živac odmicač, motorni je moždani živac, koji inervira bočni ravni mišić oka. Zajedno s okulomotornim i trohlearnim živcem, on čini skupinu tzv. „okulomotornih živaca“ koji inerviraju mišiće pokretače očne jabučice.

## Opis
Živac odmicač polazi iz vlastite jezgre u mostu (nucleus nervi abducentis) i izlazi iz moždanog debla na granici između mosta i produžene moždine (unutra u odnosu na facijalni živac). Odatle se prostire naprijed, lateralno i prema gore (između mosta i klivusa), probija tvrdu moždanicu (lat. dura mater) i ulazi u stražnju stijenku kavernoznog sinusa. Nakon toga, on prolazi kroz sam sinus, napušta srednju lubanjsku jamu i kroz gornju orbitalnu pukotinu ulazi u očnu šupljinu. Konačno, n. abducens ulazi u stražnji dio lateralnog ravnog mišića (lat. musculus rectus lateralis) kojeg inervira.
Povrede ovog živca su relativno česte zbog njegovog dugog puta kroz lubanju, a naročito zbog prijeloma u području baze lubanje. Osim toga i pojedine bolesti mogu negativno utjecati na njega: Gradenigov sindrom, tuberkuloza i sl.